# Hemmeligheden under jorden
Hemmeligheden under jorden er en svensk dramafilm fra 1991 skrevet og instrueret af Clas Lindberg.

## Handling
Drengen Nisse har svær astma og er indlagt på hospitalet. Der møder han den alvorligt syge Lelle, som er alene og forladt, men har en drøm; at bygge et stort luftskib, læsse det med hospitalsmad og give maden til sultende børn i andre lande. De to drenge bliver venner og begynder sammen at udforske og forsøge at realisere Lelles planer.

## Medvirkende (i udvalg)
- Oliver Loftéen som Nisse
- Max Vitali som Lelle
- Gösta Ekman som Carson
- Gunnel Fred som Nisses mor
- Hans Wigren som Nisses far
- Ulf Eklund som læge
- Weiron Holmberg som vagtmester
- Robert Gustafsson som ung mand
- Bojan Westin som sygeplejerske